# Yngve Nordwall
Axel Yngve Nordwall (ur. 13 kwietnia 1908 w Uppsali, zm. 23 stycznia 1994 w Göteborgu) – szwedzki aktor oraz reżyser filmowy.

## Wybrana filmografia
- Västkustens hjältar (1940)
- Miasto portowe (Hamnstad, 1948)
- To się tu nie zdarza (Sånt händer inte här, 1950)
- Chleb miłości (Kärlekens bröd, 1953)
- Uśmiech nocy (Sommarnattens leende, 1955)
- Przybycie pana Sleemana (Herr Sleeman kommer, 1957)
- Tam, gdzie rosną poziomki (Smultronstället, 1957)